# Cucullia juda-orum
Cucullia juda-orum là một loài bướm đêm trong họ Noctuidae.